# Leila Pahlaví

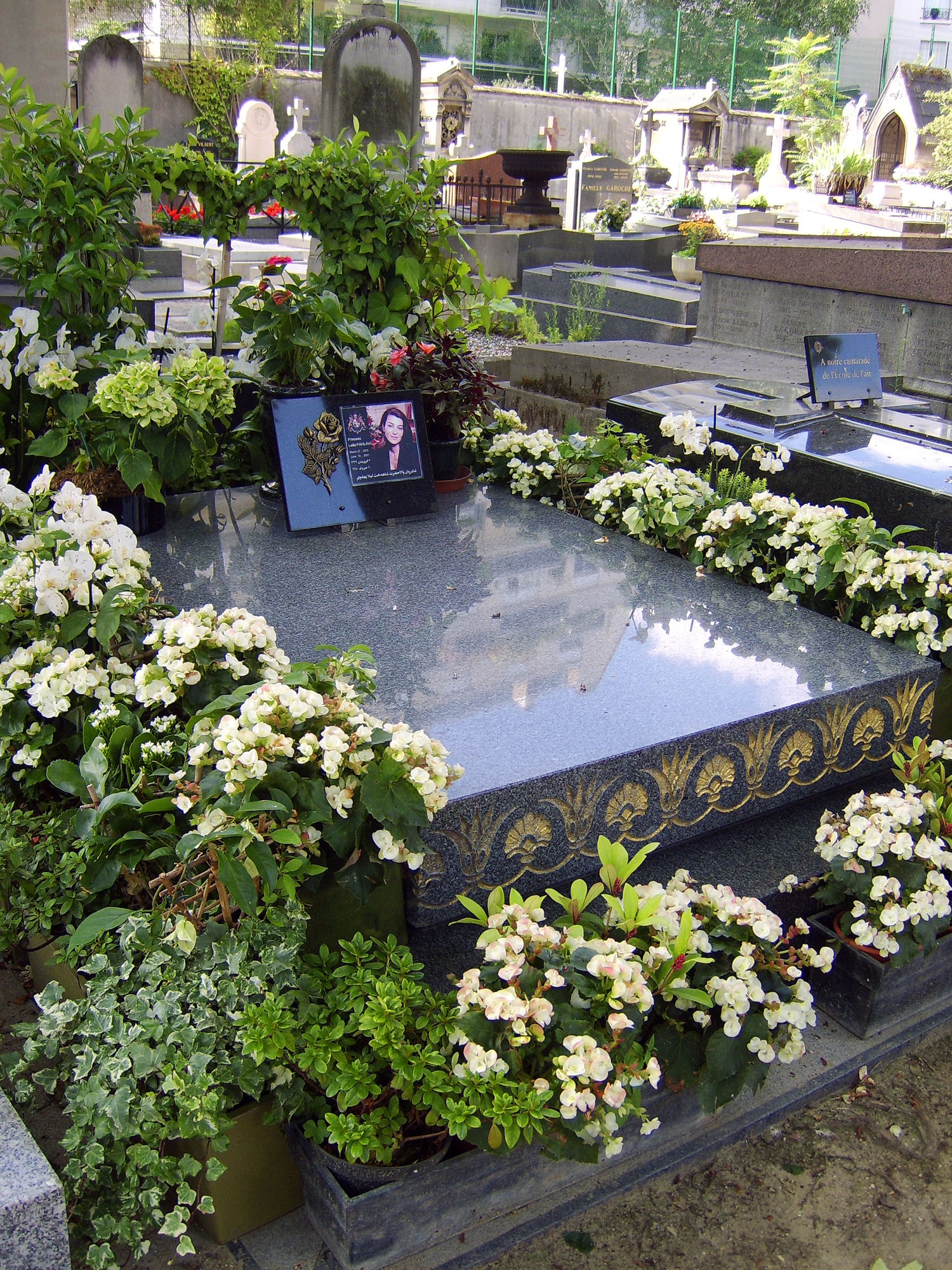
Tumba de Leila en el Cementerio de Passy.

Leila Pahlaví (27 de marzo de 1970 - 10 de junio de 2001) fue Princesa Imperial del Imperio de Irán.

## Biografía
Nacida en Teherán (Irán) con el título de Princesa Imperial, Leila Pahlaví fue la menor de los hijos de Mohammad Reza Pahlaví, Shah de Irán, y su tercera esposa, la emperatriz Farah. Los títulos y privilegios de la familia imperial fueron abolidos por decreto del gobierno iraní, luego de la deposición del Shah en 1979.
Tenía nueve años de edad cuando su familia fue forzada al exilio a consecuencia de la revolución islámica liderada por el ayatolá Jomeini. Hasta entonces, estudiaba en la Escuela Especial Reza Pahlaví, en Teherán.
Tras la muerte de su padre en Egipto debido a un linfoma en 1980, la familia se estableció en los Estados Unidos, donde la princesa se graduó en el Rye Country Day School, en Rye, Nueva York. Asistió a una escuela estatal en Massachusetts antes de comenzar sus estudios en la Universidad Brown, donde se graduó en 1992.
Leila Pahlaví nunca contrajo matrimonio y ocupaba su tiempo entre su hogar en Connecticut (Estados Unidos) y Europa. Trabajó como modelo del diseñador Valentino. Jamás pudo recuperarse de la muerte de su padre, lo que le acarreó numerosos problemas nerviosos y psicológicos. Sufrió de anorexia nerviosa, problemas de baja autoestima y depresión grave, motivo por el que pasó bastante tiempo en tratamiento en clínicas especializadas de los Estados Unidos y Gran Bretaña. 
El 10 de junio de 2001 Leila falleció en la habitación donde se hospedaba en el Hotel Leonard de Londres (Inglaterra). La autopsia reveló que su cuerpo contenía dosis de secobarbital —un barbitúrico usado en el tratamiento del insomnio— cinco veces superiores a las normales, además de una pequeña cantidad de cocaína. Conforme a los resultados de la investigación judicial, la princesa podría haber robado los medicamentos de la consulta de su médico durante un examen rutinario. Finalmente, consumió unas cuarenta pastillas, cuando la prescripción es de no más de dos.
Fue sepultada junto a la tumba de su abuela materna, Farideh Ghotbi Diba (f. en 2000), en el Cementerio de Passy de París (Francia). A su funeral asistieron numerosos representantes de la realeza europea y miembros de la comunidad iraní en el exilio.

## Títulos y estilos
| ● 1970-1979: | Su alteza imperial la princesa Leila de Irán (1) |
| ● 1979-2001: | Leila Pahlaví                                    |

1. Fuera de Irán y en círculos monárquicos y contrarios a la república islámica, seguía manteniendo este tratamiento hasta su fallecimiento.

## Distinciones honoríficas

### Distinciones honoríficas iraníes
- Medalla Conmemorativa del 2.500 Aniversario del Imperio de Irán (14/10/1971).
- Medalla Conmemorativa de la Celebración del 2.500 Aniversario del Imperio de Irán (15/10/1971).

## Ancestros
|  |                                       |  |  |  |  |  |  |  |  |  |  |  |  |  |  |  |
|  | 16. Capitán Murad Ali Khan            |  |  |  |  |  |  |  |  |  |  |  |  |  |  |  |
|  |                                       |  |  |  |  |  |  |  |  |  |  |  |  |  |  |  |
|  |                                       |  |  |  |  |  |  |  |  |  |  |  |  |  |  |  |
|  | 8. Mayor Abbas Ali Khan               |  |  |  |  |  |  |  |  |  |  |  |  |  |  |  |
|  |                                       |  |  |  |  |  |  |  |  |  |  |  |  |  |  |  |
|  |                                       |  |  |  |  |  |  |  |  |  |  |  |  |  |  |  |
|  | 4. Shah Reza Pahlaví de Irán          |  |  |  |  |  |  |  |  |  |  |  |  |  |  |  |
|  |                                       |  |  |  |  |  |  |  |  |  |  |  |  |  |  |  |
|  |                                       |  |  |  |  |  |  |  |  |  |  |  |  |  |  |  |
|  | 9. Noush Afarin Ayromlou              |  |  |  |  |  |  |  |  |  |  |  |  |  |  |  |
|  |                                       |  |  |  |  |  |  |  |  |  |  |  |  |  |  |  |
|  |                                       |  |  |  |  |  |  |  |  |  |  |  |  |  |  |  |
|  | 2. Shah Mohammad Reza Pahlaví de Irán |  |  |  |  |  |  |  |  |  |  |  |  |  |  |  |
|  |                                       |  |  |  |  |  |  |  |  |  |  |  |  |  |  |  |
|  |                                       |  |  |  |  |  |  |  |  |  |  |  |  |  |  |  |
|  | 10. General Teymūr Khan Ayromlou      |  |  |  |  |  |  |  |  |  |  |  |  |  |  |  |
|  |                                       |  |  |  |  |  |  |  |  |  |  |  |  |  |  |  |
|  |                                       |  |  |  |  |  |  |  |  |  |  |  |  |  |  |  |
|  | 5. Nimtaj Ayromlou                    |  |  |  |  |  |  |  |  |  |  |  |  |  |  |  |
|  |                                       |  |  |  |  |  |  |  |  |  |  |  |  |  |  |  |
|  |                                       |  |  |  |  |  |  |  |  |  |  |  |  |  |  |  |
|  | 11. Zahra Khanum                      |  |  |  |  |  |  |  |  |  |  |  |  |  |  |  |
|  |                                       |  |  |  |  |  |  |  |  |  |  |  |  |  |  |  |
|  |                                       |  |  |  |  |  |  |  |  |  |  |  |  |  |  |  |
|  | 1. Princesa Leila de Irán             |  |  |  |  |  |  |  |  |  |  |  |  |  |  |  |
|  |                                       |  |  |  |  |  |  |  |  |  |  |  |  |  |  |  |
|  |                                       |  |  |  |  |  |  |  |  |  |  |  |  |  |  |  |
|  | 12. Mehdi Diba                        |  |  |  |  |  |  |  |  |  |  |  |  |  |  |  |
|  |                                       |  |  |  |  |  |  |  |  |  |  |  |  |  |  |  |
|  |                                       |  |  |  |  |  |  |  |  |  |  |  |  |  |  |  |
|  | 6. Capitán Sohrab Diba                |  |  |  |  |  |  |  |  |  |  |  |  |  |  |  |
|  |                                       |  |  |  |  |  |  |  |  |  |  |  |  |  |  |  |
|  |                                       |  |  |  |  |  |  |  |  |  |  |  |  |  |  |  |
|  | 3. Farah Diba                         |  |  |  |  |  |  |  |  |  |  |  |  |  |  |  |
|  |                                       |  |  |  |  |  |  |  |  |  |  |  |  |  |  |  |
|  |                                       |  |  |  |  |  |  |  |  |  |  |  |  |  |  |  |
|  | 7. Farideh Ghotbi                     |  |  |  |  |  |  |  |  |  |  |  |  |  |  |  |
|  |                                       |  |  |  |  |  |  |  |  |  |  |  |  |  |  |  |
|  |                                       |  |  |  |  |  |  |  |  |  |  |  |  |  |  |  |